# Jana Irrova
Jana Irrova, née le 19 février 1976, est une modèle de charme tchèque.
Ella a commencé en 1997 en posant pour le site porno ALS, avant de connaître un immense succès sur Internet. Elle a ainsi posé pour de très nombreux magazines, tels Hustler et Penthouse (en mai 1998). Elle a mis un terme à cette activité en 2000.